# Campeonato Sul-Americano de Clubes de Voleibol Feminino de 2014
O Campeonato Sul-Americano de Clubes de Voleibol Feminino de 2014 foi a décima quarta edição do torneio organizado anualmente pela CSV. Foi disputado por oito equipes entre os  dias 5e 9 de fevereiro no Ginásio Professor José Liberatti, localizado na cidade de Osasco, no Brasil.. A equipe campeã, o Sesi-SP, classificou-se para o Campeonato Mundial de Clubes de 2014, realizado entre 7 e 11 de maio, em Zurique, na Suíça .A MVP do torneio foi a brasileira Fabiana Claudino, atleta do time campeão

## Formato de disputa
As oito equipes qualificadas foram dispostas em dois grupos de quatro equipes, correspondente a fase classificatória,  na qual todas as equipes se enfrentaram entre si (dentro de seus grupos) em turno único. As duas primeiras colocadas de cada grupo se classificaram para a fase semifinal, na qual se enfrentaram em cruzamento olímpico..
Os times vencedores das semifinais se enfrentaram na partida final, que definiu o campeão; já as equipes derrotadas nas semifinais decidirão a terceira posição grupo (Perdedor do Jogo 14 x Perdedor do Jogo 15) e as equipes eliminadas antes da fase semifinal disputarão o quinto lugar (Vencedor do Jogo 13 x Vencedor do Jogo 16), sétimo lugar (Perdedor do Jogo 13 x Perdedor do Jogo 16)..
Para a classificação dentre dos grupos na primeira fase, o placar de 3-0 ou 3-1 garantirá três pontos para a equipe vencedora e nenhum para a equipe derrotada; já o placar de 3-2 garantirá dois pontos para a equipe vencedora e um para a perdedora.

## Equipes participantes
As seguintes equipes foram qualificadas para a disputa do Campeonato Sul-Americano de Clubes de 2014: 
| Equipe                                     | País      | Qualificação                                    |
| ------------------------------------------ | --------- | ----------------------------------------------- |
| Molico/Osasco                              | Brasil    | Representante da Cidade-Sede                    |
| Boca Juniors                               | Argentina | Campeão da Liga A1 Argenbtina 2013-14           |
| Club ADO do Chile                          | Chile     | Representante do Chile                          |
| Universidad Metropolitana de Asunción      | Paraguai  | Campeão da Liga Paraguaia A1 de 2013            |
| Politécnico Colombiano Jaime Isaza Cadavid | Colômbia  | Campeão da Liga Nacional Interclubes de 2013-14 |
| Club LNSV                                  | Peru      | Representante do Peru                           |
| Sesi-SP                                    | Brasil    | Campeão da Copa Brasil de 2014                  |
| Universitario San Francisco Xavier         | Bolívia   | Campeão da Liga Superior Boliviana de 2013      |

## Primeira fase

### Grupo A
Classificação
|     |               |     | Jogos | Jogos | Jogos | Resultados | Resultados | Resultados | Resultados | Resultados | Resultados | Sets | Sets | Sets  | Pontos | Pontos | Pontos |
| Pos | Equipe        | Pts | T     | V     | D     | 3–0        | 3–1        | 3–2        | 2–3        | 1–3        | 0–3        | V    | P    | R     | V      | P      | R      |
| --- | ------------- | --- | ----- | ----- | ----- | ---------- | ---------- | ---------- | ---------- | ---------- | ---------- | ---- | ---- | ----- | ------ | ------ | ------ |
| 1   | Molico/Osasco | 9   | 3     | 3     | 0     | 3          | 0          | 0          | 0          | 0          | 0          | 9    | 0    | MAX   | 225    | 107    | 2.103  |
| 1   | Boca Juniors  | 6   | 3     | 2     | 1     | 2          | 0          | 0          | 0          | 0          | 1          | 6    | 3    | 2,000 | 205    | 162    | 1.265  |
| 3   | USFX          | 2   | 3     | 1     | 2     | 0          | 0          | 1          | 0          | 0          | 2          | 3    | 8    | 0.375 | 179    | 240    | 0.746  |
| 4   | UMA           | 1   | 3     | 0     | 3     | 0          | 0          | 0          | 1          | 0          | 2          | 2    | 9    | 0.222 | 158    | 258    | 0.612  |

Resultados
| Data  | Hora |               | Placar |              | Set 1 | Set 2 | Set 3 | Set 4 | Set 5 | Total  | Relatório |
| ----- | ---- | ------------- | ------ | ------------ | ----- | ----- | ----- | ----- | ----- | ------ | --------- |
| 5 fev |      | Boca Juniors  | 3–0    | UMA          | 25–15 | 25–15 | 25–12 |       |       | 75–42  | Resultado |
| 5 fev |      | Molico/Osasco | 3–0    | USFX         | 25–13 | 25–5  | 25–8  |       |       | 75–26  | Resultado |
| 6 fev |      | USFX          | 0–3    | Boca Juniors | 16–25 | 18–25 | 11–25 |       |       | 45–75  | Resultado |
| 6 fev |      | Molico/Osasco | 3–0    | UMA          | 25–8  | 25–6  | 25–12 |       |       | 75–26  | Resultado |
| 7 fev |      | UMA           | 2–3    | USFX         | 25–20 | 25–23 | 16–25 | 15–25 | 9–15  | 90–108 | Resultado |
| 7 fev |      | Molico/Osasco | 3–0    | Boca Juniors | 25–17 | 25–19 | 25–19 |       |       | 75–55  | Resultado |

### Grupo B
Classificação
|     |                                            |     | Jogos | Jogos | Jogos | Resultados | Resultados | Resultados | Resultados | Resultados | Resultados | Sets | Sets | Sets  | Pontos | Pontos | Pontos |
| Pos | Equipe                                     | Pts | T     | V     | D     | 3–0        | 3–1        | 3–2        | 2–3        | 1–3        | 0–3        | V    | P    | R     | V      | P      | R      |
| --- | ------------------------------------------ | --- | ----- | ----- | ----- | ---------- | ---------- | ---------- | ---------- | ---------- | ---------- | ---- | ---- | ----- | ------ | ------ | ------ |
| 1   | Sesi-SP                                    | 9   | 3     | 3     | 0     | 3          | 0          | 0          | 0          | 0          | 0          | 9    | 0    | MAX   | 225    | 111    | 2.027  |
| 2   | Club LNSV                                  | 6   | 3     | 2     | 1     | 2          | 0          | 0          | 0          | 0          | 1          | 6    | 3    | 2,000 | 204    | 175    | 1.166  |
| 3   | Club ADO do Chile                          | 3   | 3     | 1     | 2     | 0          | 1          | 0          | 0          | 0          | 2          | 3    | 7    | 0.429 | 183    | 224    | 0.817  |
| 4   | Politécnico Colombiano Jaime Isaza Cadavid | 0   | 3     | 0     | 3     | 0          | 0          | 0          | 0          | 1          | 2          | 1    | 9    | 0.111 | 145    | 247    | 0.587  |

Resultados
| Data  | Hora |                                            | Placar |                                            | Set 1 | Set 2 | Set 3 | Set 4 | Set 5 | Total | Relatório |
| ----- | ---- | ------------------------------------------ | ------ | ------------------------------------------ | ----- | ----- | ----- | ----- | ----- | ----- | --------- |
| 5 fev |      | Club LNSV                                  | 3–0    | Club ADO do Chile                          | 25–17 | 25–14 | 25–22 |       |       | 75–53 | Resultado |
| 5 fev |      | Sesi-SP                                    | 3–0    | Politécnico Colombiano Jaime Isaza Cadavid | 25–9  | 25–9  | 25–6  |       |       | 75–24 | Resultado |
| 6 fev |      | Politécnico Colombiano Jaime Isaza Cadavid | 0–3    | Club LNSV                                  | 12–25 | 17–25 | 18–25 |       |       | 47–75 | Resultado |
| 6 fev |      | Sesi-SP                                    | 3–0    | Club ADO do Chile                          | 25–11 | 25–11 | 25–11 |       |       | 75–33 | Resultado |
| 7 fev |      | Club ADO do Chile                          | 3–1    | Politécnico Colombiano Jaime Isaza Cadavid | 22–25 | 25–19 | 25–16 | 25–14 |       | 97–74 | Resultado |
| 7 fev |      | Sesi-SP                                    | 3–0    | Club LNSV                                  | 25–18 | 25–18 | 25–18 |       |       | 75–54 | Resultado |

### Disputa de 7º lugar
Resultado
| Data  | Hora |     | Placar |                                            | Set 1 | Set 2 | Set 3 | Set 4 | Set 5 | Total | Relatório |
| ----- | ---- | --- | ------ | ------------------------------------------ | ----- | ----- | ----- | ----- | ----- | ----- | --------- |
| 8 fev |      | UMA | 0–3    | Politécnico Colombiano Jaime Isaza Cadavid | 12–25 | 16–25 | 8–25  |       |       | 36–75 | Resultado |

### Disputa de 5º lugar
Resultado
| Data  | Hora |      | Placar |                   | Set 1 | Set 2 | Set 3 | Set 4 | Set 5 | Total | Relatório |
| ----- | ---- | ---- | ------ | ----------------- | ----- | ----- | ----- | ----- | ----- | ----- | --------- |
| 8 fev |      | USFX | 0–3    | Club ADO do Chile | 20–25 | 16–25 | 15–25 |       |       | 51–75 | Resultado |

### Semifinais
Resultado
| Data  | Hora |               | Placar |              | Set 1 | Set 2 | Set 3 | Set 4 | Set 5 | Total | Relatório |
| ----- | ---- | ------------- | ------ | ------------ | ----- | ----- | ----- | ----- | ----- | ----- | --------- |
| 8 fev |      | Sesi-SP       | 3–0    | Boca Juniors | 25–11 | 25–13 | 25–18 |       |       | 75–42 | Resultado |
| 8 fev |      | Molico/Osasco | 3–0    | Club LNSV    | 25–22 | 25–18 | 25–20 |       |       | 75–60 | Resultado |

### Disputa de 3º lugar
Resultado
| Data  | Hora |              | Placar |           | Set 1 | Set 2 | Set 3 | Set 4 | Set 5 | Total | Relatório |
| ----- | ---- | ------------ | ------ | --------- | ----- | ----- | ----- | ----- | ----- | ----- | --------- |
| 9 fev |      | Boca Juniors | 3–0    | Club LNSV | 26–24 | 25–15 | 25–18 |       |       | 76–57 | Resultado |

### Final
Resultado
| Data  | Hora |               | Placar |         | Set 1 | Set 2 | Set 3 | Set 4 | Set 5 | Total | Relatório |
| ----- | ---- | ------------- | ------ | ------- | ----- | ----- | ----- | ----- | ----- | ----- | --------- |
| 9 fev |      | Molico/Osasco | 0–3    | Sesi-SP | 21–25 | 21–25 | 16–25 |       |       | 58–75 | Resultado |

## Classificação final
| Posição | Clube                                      |
| ------- | ------------------------------------------ |
| Gold.   | Sesi-SP                                    |
| Silver. | Molico/Osasco                              |
| Bronze. | Boca Juniors                               |
| 4       | Club LNSV                                  |
| 5       | Club ADO do Chile                          |
| 6       | Universitario San Francisco Xavier         |
| 7       | Politécnico Colombiano Jaime Isaza Cadavid |
| 8       | Universidad Metropolitana                  |

| MVP (Most Valuable Player) | Fabiana Claudino  | Sesi-SP | Brasil |
| Oposta                     | Ivna Franco Marra | Sesi-SP | Brasil |
| 1ª Ponteira                | Ángela Leyva      | LNSV    | Peru   |
| 2ª Ponteira                | Dayse Figueiredo  | Sesi-SP | Brasil |
| 1ª Central                 | Adenízia da Silva | Molico  | Brasil |
| 2ª Central                 | Thaísa Menezes    | Molico  | Brasil |
| Líbero                     | Suelen Pinto      | Sesi-SP | Brasil |
| Levantadora                | Dani Lins         | Sesi-SP | Brasil |